# Richard Richter (Politiker)
Richard Richter (vor 1945–nach 1956) war ein deutscher Politiker (DBD). Er war Landesvorsitzender der DBD in Sachsen-Anhalt und Landesminister.

## Leben
Richter, Sohn einer Arbeiterfamilie, war vor 1945 als Landarbeiter bei Großbauern, in der Industrie und beim Zirkus beschäftigt. Er trat 1945 der SPD bei und blieb auch nach der Zwangsvereinigung von SPD und KPD 1946 politisch aktiv. Richter war außerdem Mitglied der VdgB und in der Jugendarbeit aktiv. Im Zuge der Bodenreform hatte er 1945 eine Neubauernstelle erhalten. 1948 war er Mitbegründer der Demokratischen Bauernpartei Deutschlands (DBD) in Sachsen-Anhalt und von Juni 1948 bis 1951 deren erster Landesvorsitzender. Diese Blockpartei war auf Druck der Sowjetischen Militäradministration gegründet worden, um die bürgerlichen Parteien CDU und LDPD zu schwächen.
Auch wenn er bei der Landtagswahl in der Provinz Sachsen 1946 nicht kandidiert hatte, wurde er am 28. Oktober 1949 Abgeordneter im Landtag Sachsen-Anhalt. Bei der Landtagswahl 1950, die als Scheinwahlen durchgeführt wurden, erhielt er erneut ein Mandat im Landtag Sachsen-Anhalt, das er bis zur Auflösung der Länder in der DDR 1952 ausübte.
Von 1949 bis Juli 1952 war er Abgeordneter des Volksrates bzw. der Volkskammer. Von November 1950 bis Juni 1951 war er Minister ohne Geschäftsbereich in der Regierung Bruschke des Landes Sachsen-Anhalt und überwiegend mit der Kontrolle des Bodenreformbauprogramms beschäftigt. Richter, der als politisch weniger bedeutend galt, wurde in das Kabinett berufen, um den Einfluss der SED und der sie unterstützenden Parteien zu stärken.
Nach seinem Ausscheiden aus der Regierung arbeitete er in verschiedenen LPG und war ab dem 10. März 1952 Inoffizieller Mitarbeiter „Siegfried“ des MfS. In dieser Funktion wirkte er vor allem im ländlichen Raum. Weil er „manche Dinger verschwiegen hatte“, wurde die Zusammenarbeit mit dem MfS am 2. Oktober 1956 aufgehoben und Richter fortan selbst unter Beobachtung gestellt.